# 埼玉県中学校の廃校一覧
埼玉県中学校の廃校一覧（さいたまけんちゅうがっこうのはいこういちらん）は、埼玉県内の廃校となった中学校の一覧。対象となるのは、学制改革（1947年）以降に廃校となった中学校とその分校である。学校名は廃校当時のもの。廃校時に中学校が所在していた自治体がその後合併により消滅している場合は、現行の自治体に含む。また現在休校中の県内の中学校も、その多くは実質上、廃校と同じ状態にあるので参考として記載する。
（）内は、廃校（もしくは、休校）になった年。

## さいたま市
- (大宮市立)埼玉県大宮女子高等学校併設中学校（1949年）[注釈 1]
- 和土村立和土中学校（1949年さいたま市立岩槻中学校〈当時：岩槻町外2ヶ村組合立→(新)岩槻町立→岩槻市立〉設置に伴い、柏崎村立柏崎中学校と共に岩槻町立岩槻中学校〈旧〉へ統合[1]。1967年旧和土村の地域の南部をさいたま市立城南中学校〈当時：岩槻市立〉に[2]、1982年旧和土村の地域の北部をさいたま市立柏陽中学校〈当時：岩槻市立〉に岩槻中からいずれも学区変更）[注釈 2]
- 柏崎村立柏崎中学校（1949年岩槻中設置に伴い、和土村立和土中学校と共に岩槻中〈旧〉へ統合[1]。1982年旧柏崎村の地域内に柏陽中として旧校との継続を断つ形で事実上の再独立）
- 大宮市立第五中学校（1949年さいたま市立宮原中学校[3]とさいたま市立大砂土中学校[4]〈いずれも当時：大宮市立〉へ分割）
- 春岡村立中学校（1951年2月25日さいたま市立春里中学校〈当時：春岡七里村組合立→大宮市立〉設置に伴い七里村立中学校を統合）[5]
- 七里村立中学校（1951年2月25日春里中設置に伴い春岡村立中学校へ統合[5]。1977年に大宮市立七里中学校として旧校との継続を断つ形で事実上の再独立、2001年さいたま市立七里中学校となる[6]）
- 大宮市立大宮中学校（1951年〈1949年に片倉学園中学校を大宮市へ移管〉）[注釈 3]
- 大宮市立植水中学校〈旧〉（1958年さいたま市立三橋中学校〈当時：大宮市立〉へ統合されるも、1980年に大宮市立植水中学校〈新〉として旧校との継続を断つ形で再独立、2001年さいたま市立植水中学校となる）[7]
- 美園村立大門中学校（1959年統合によりさいたま市立美園中学校〈当時：美園村立→浦和市立〉本校となり、同年12月12日完全統合）[8]
- 美園村立野田中学校（1959年美園中野田分教場となり、同年12月12日廃止）[8]
- 双恵中学校（1963年）[9]
- 岩槻市立河合中学校（1972年さいたま市立城北中学校〈当時：岩槻市立〉へ統合）[10]

## 川越市
- 川越市立第三中学校（1949年第五中と統合し川越市立富士見中学校へ）[11]
- 川越市立第五中学校（1949年第三中と統合し富士見中へ）[11]
- 川越市立古谷中学校（1961年南古谷中〈旧〉と統合し川越市立東中学校へ）[12]
- 川越市立南古谷中学校〈旧〉（1961年古谷中と統合し東中となるも、1983年再分離）[13]
- 名細村立名細南中学校（1947年5月1日名細北中と統合し川越市立名細中学校〈当時：名細村立〉へ）[14]
- 名細村立名細北中学校（1947年5月1日名細南中と統合し名細中へ）[14]

## 熊谷市
- 熊谷市立櫻田中学校（1961年星宮中と統合し熊谷市立熊谷東中学校へ）[15]
- 熊谷市立星宮中学校（1961年櫻田中と統合し熊谷東中へ）[15]
- 熊谷市立小島中学校（2011年休校、生徒は熊谷市立妻沼西中学校へ通学）[16]
- 御正村御正中学校（1955年1月1日小原中と統合し熊谷市立江南中学校〈当時：江南村立、同日両村合併〉へ）[17]
- 小原村小原中学校（1955年1月1日御正中と統合し江南中へ）[17]
- 大里村立市田中学校（1964年吉見中と統合し熊谷市立大里中学校〈当時：大里村立〉へ）[18]
- 大里村立吉見中学校（1964年市田中と統合し大里中へ）[18]
- 妻沼町立妻沼中学校（1964年統合により妻沼西中へ）[16]
- 妻沼町立男沼中学校（同上）[16]
- 妻沼町立太田中学校（同上）[16]

## 川口市
- 美園村立戸塚中学校（1959年さいたま市立美園中学校〈当時：美園村立→浦和市立〉設置に伴い、美園村立野田中学校と共に美園村立大門中学校へ統合[8]。1962年5月1日に美園村が浦和市と川口市に分村編入された際、旧戸塚村の生徒は美園中学校に年度末まで美園中学校へ通学した後、川口市立安行中学校に転校。その後1980年に川口市立戸塚中学校として、旧校との継続を断つ形で旧戸塚村の地域内に安行中学校から独立開校）[注釈 4]
- 川口市立芝園中学校（2013年川口市立芝西中学校へ統合）[19]

## 行田市
- 行田市立荒木中学校（1955年8月11日須加中と統合し荒木須加中〈現：行田市立見沼中学校〉へ）[20]
- 行田市立須加中学校（1955年8月11日荒木中と統合し荒木須加中へ）[20]
- 行田市立太井中学校（1955年10月1日行田市立忍中学校へ統合）[21]
- 行田市立星宮中学校（1961年忍中へ統合）[21]
- 行田市立北河原中学校（1968年見沼中北河原分教場となり、1969年廃止）[20]

## 秩父市
- 秩父市立久那中学校（1960年秩父市立影森中学校へ統合）[22]
- 秩父市立原谷中学校（1963年秩父市立秩父第一中学校原谷分教場となり、1966年廃止）[23]
- 秩父市立浦山中学校（1985年影森中へ統合）[22]
- 秩父市立大滝中学校（2015年秩父市立荒川中学校へ統合）[24]
- 大滝村立小倉沢中学校（1985年大滝中へ統合）[25]
- 吉田町立吉田中学校〈旧〉（1967年上吉田中と統合し秩父市立吉田中学校〈当時：吉田町立〉へ）[26]
- 吉田町立上吉田中学校（1967年吉田中〈旧〉と統合し吉田中〈新〉へ）[26]
- 吉田町立太田部中学校（1968年吉田中へ統合）[26]

## 所沢市
- 正明中学校（1950年、紅陵高等学校と合併・紅陵大学正明中学校へ→中学校のみ閉校→現：拓殖大学第一高等学校[27]）

## 飯能市
- 飯能市立吾野中学校〈初代〉（1977年東吾野中と統合し吾野中〈2代目〉へ）[28]
- 飯能市立東吾野中学校（1977年吾野中〈初代〉と統合し吾野中〈2代目〉へ）[28]
- 飯能市立吾野中学校〈2代目〉（2019年奥武蔵創造学園飯能市立奥武蔵中学校開校に伴い廃校）[28]
- 飯能市立名栗中学校（2021年飯能市立原市場中学校へ統合）[29]

## 加須市
- 加須市立大桑中学校（1958年水深中と統合し東中〈現：加須市立加須東中学校〉へ）[30]
- 加須市立水深中学校（1958年大桑中と統合し東中へ）[30]
- 加須市立樋遣川中学校（1968年大越中と統合し加須市立加須北中学校へ）[31]
- 加須市立大越中学校（1968年樋遣川中と統合し加須北中へ）[31]
- 加須市立礼羽中学校（1955年統合により加須市立加須西中学校へ）[32]
- 加須市立不動岡中学校（同上）[32]
- 加須市立志多見中学校（同上）[32]
- 大利根村立東中学校（1965年統合により加須市立大利根中学校〈当時：大利根村立〉へ）[33][注釈 5]
- 大利根村立原道中学校（同上）[33]
- 大利根村立豊和中学校（同上）[33]

## 本庄市
- 本庄市立藤田中学校（1963年仁手中と統合し本庄市立本庄東中学校へ）[34]
- 本庄市立仁手中学校（1963年藤田中と統合し本庄東中へ）[34]
- 本庄市立北泉中学校（1983年本庄東中および本庄市立本庄西中学校の一部と統合し本庄市立本庄南中学校へ）[35]
- 児玉町立児玉中学校〈旧〉（1968年統合により本庄市立児玉中学校〈当時：児玉町立〉へ）[36]
- 児玉町立金屋中学校（同上）[36]
- 児玉町立秋平中学校（同上）[36]
- 児玉町立元泉中学校（同上）[36]
- 児玉町立共和中学校（同上）[36]

## 東松山市
- 東松山市唐子中学校（1958年9月統合により東松山市立南中学校へ）[37]
- 東松山市高坂中学校（同上）[37]
- 東松山市野本中学校（同上）[37]
- 東松山市立大岡中学校（1961年東松山市立松山中学校へ統合）[38]
- 松山町立松山第二中学校（1951年松山町立松山第一中学校〈現：松山中〉へ統合）[38]

## 春日部市
- 春日部市立幸松中学校（1962年豊野中と統合し春日部市立東中学校へ）[39]
- 春日部市立豊野中学校（1962年幸松中と統合し東中へ）[39]
- 春日部市立中野中学校（2019年谷原中と統合し春日部市立春日部南中学校へ）[40]
- 春日部市立谷原中学校（2019年中野中と統合し春日部南中へ）[40]
- 春日部市立江戸川中学校（2019年宝珠花小・富多小と統合し春日部市立江戸川小中学校へ）[41]

## 狭山市
- 狭山市立水富中学校（1960年柏原中〈旧〉と統合し狭山市立西中学校へ）[42]
- 狭山市立柏原中学校〈旧〉（1960年水富中と統合し西中へ）[42][注釈 6]
- 狭山市立入間川中学校〈旧〉（1962年奥富中と統合し東中へ）[44][注釈 7]
- 狭山市立奥富中学校（1962年東中奥富分教場となり、1965年4月15日廃止）[44]
- 狭山市立入間中学校（2015年狭山市立入間野中学校と狭山市立山王中学校へ分割統合）[46]
- 狭山市立東中学校（2016年狭山市立中央中学校・狭山市立狭山台中学校・山王中へ分割統合）[47]

## 羽生市
- 羽生市立羽生中学校〈初代〉（1958年統合により羽生中〈2代目〉へ）[48]
- 羽生市立川俣中学校（同上）[48]
- 羽生市立岩瀬中学校（同上）[48]
- 羽生市立羽生中学校〈2代目〉（1980年新郷中と統合し羽生市立西中学校へ）[48]
- 羽生市立新郷中学校（1980年羽生中〈2代目〉と統合し西中へ）[48]
- 羽生市立須影中学校（1980年羽生中〈2代目〉および新郷中の一部と統合し羽生市立南中学校へ）[49]
- 羽生市立井泉中学校（1981年統合により羽生市立東中学校へ）[50]
- 羽生市立手小林中学校（同上）[50]
- 羽生市立千代田中学校（同上）[50]

## 鴻巣市
- 鴻巣市立笠原中学校（1974年鴻巣市立鴻巣中学校の一部と統合し鴻巣市立鴻巣北中学校へ）[51]
- 鴻巣市立箕田中学校（1975年鴻巣北中へ統合）[51]
- 鴻巣市立馬室中学校（1975年鴻巣中へ統合）[52]
- 鴻巣町立常光中学校（1956年鴻巣中へ統合）[52]
- 吹上町立吹上中学校〈旧〉（1958年下忍中と統合し鴻巣市立吹上中学校〈当時：吹上町立〉へ）[53]
- 下忍村立下忍中学校（1958年吹上中〈旧〉と統合し吹上中〈新〉へ）[53]

## 深谷市
- 学校法人智香寺学園聖橋中学校（1971年）[54]
- 深谷市立深谷中学校〈旧〉（1979年大寄中と統合し深谷市立深谷中学校〈新〉へ）[55]
- 深谷市立大寄中学校（1979年深谷中〈旧〉と統合し深谷中〈新〉へ）[55]
- 豊里村立豊里東中学校（1962年豊里北中と統合し深谷市立豊里中学校〈当時：豊里村立〉へ）[56]
- 豊里村立豊里北中学校（1962年豊里東中と統合し豊里中へ）[56]
- 豊里村立豊里西中学校（1964年豊里中へ統合）[56]
- 岡部村立岡部中学校〈旧〉（1966年統合により深谷市立岡部中学校〈当時：岡部村立〉へ）[57]
- 岡部村立榛沢中学校（同上）[57]
- 岡部村立本郷中学校（同上）[57]

## 越谷市
- 越谷市立増林中学校（1957年大相模中と統合し越谷市立東中学校へ）[58]
- 越谷市立大相模中学校〈旧〉（1957年増林中と統合し東中となるも、1983年再度分離し越谷市立大相模中学校〈新〉を設置）[58]
- 越谷市立新方中学校（1960年統合により越谷市立北中学校へ）[59]
- 越谷市立桜井中学校（同上）[59]
- 越谷市立大袋中学校（同上）[59]
- 越谷市立出羽中学校（1963年荻島中と統合し越谷市立西中学校へ）[60]
- 越谷市立荻島中学校（1963年出羽中と統合し西中へ）[60]

## 朝霞市
- 朝霞町立朝霞中学校〈旧〉（1957年内間木中と統合し朝霞中〈現：朝霞市立朝霞第一中学校〉へ）[61]
- 朝霞町立朝霞中学校（1957年朝霞中〈旧〉と統合し朝霞中〈現：朝霞第一中〉へ）

## 志木市
- 足立町立志木中学校〈旧〉（1958年9月30日宗岡中と統合し足立町立足立中学校〈現：志木市立志木中学校〉へ）[62]
- 足立町立宗岡中学校（1958年9月30日志木中〈旧〉と統合し足立中へ）[62]

## 新座市
- 新座町立大和田中学校（1965年片山中と統合し新座市立新座中学校〈当時：新座町立〉へ）[63]
- 新座町立片山中学校（1965年大和田中と統合し新座中へ）[63]

## 桶川市
- 桶川市立加納中学校〈旧〉（1971年桶川市立桶川中学校の一部と統合し桶川市立桶川東中学校へ。1981年桶川市立加納中学校〈新〉として再独立）[64]

## 久喜市
- 久喜市立菖蒲中学校〈初代〉（2022年菖蒲南中と統合し久喜市立菖蒲中学校〈2代目〉へ）[65]
- 久喜市立菖蒲南中学校（2022年菖蒲中〈初代〉と統合し菖蒲中〈2代目〉へ）[65]
- 久喜町立太田中学校（1956年6月15日久喜市立久喜中学校〈当時：久喜町立〉へ統合）[66]
- 久喜町立江面中学校（1962年清久中と統合し久喜市立久喜南中学校〈当時：久喜町立〉へ）[67]
- 久喜町立清久中学校（1962年江面中と統合し久喜南中へ）[67]
- 菖蒲町立三箇中学校（1962年菖蒲中〈初代〉へ統合）[68]

## 北本市
- 北本宿村立中丸中学校（1950年石戸中と統合し北本宿村立北本宿中学校〈現：北本市立北本中学校〉へ）[69]
- 北本宿村立石戸中学校（1950年中丸中と統合し北本宿中へ）[69]

## 八潮市
- 八潮村立潮止中学校〈旧〉（1961年八条中と統合し八潮市立八潮中学校〈当時：八潮村立〉へ）[70] [注釈 8]
- 八潮村立八条中学校〈旧〉（1961年潮止中と統合し八潮中へ）[70] [注釈 8]
- 八潮村立八幡中学校〈旧〉（1962年八潮中へ統合され八幡分教場となり、同年9月1日廃止）[70] [注釈 8]

## 富士見市
- 富士見村立鶴瀬中学校（1960年水谷中と統合し富士見市立富士見台中学校〈当時：富士見村立〉へ）[74]
- 富士見村立水谷中学校〈旧〉（1960年鶴瀬中と統合し富士見台中へ）[74] [注釈 9]
- 富士見村立南畑中学校（1961年富士見台中へ統合）[74]

## 三郷市
- 三郷村立第三中学校（1956年彦成村立彦成中学校から改称、1962年第一中と統合し三郷市立北中学校〈当時：三郷村立〉本校となり[76]、1966年9月1日完全統合[77]）
- 三郷村立第一中学校（1956年早稲田村立早稲田中学校から改称、1962年第三中と統合し北中分教場となり[76]、1966年9月1日完全統合[77]）[注釈 10]

## 坂戸市
- 坂戸町立勝呂中学校（1956年三芳野中と統合し坂戸市立住吉中学校〈当時：坂戸町立〉へ）[78]
- 坂戸町立三芳野中学校（1956年勝呂中と統合し住吉中へ）[78]
- 坂戸町立入西中学校（1966年大家中と統合し坂戸町立西部中学校〈現：坂戸市立若宮中学校〉へ）[79]
- 坂戸町立大家中学校（1966年入西中と統合し西部中〈現：若宮中〉へ）[79]
- 坂戸市立北坂戸中学校（2011年泉中と統合し坂戸市立桜中学校へ）[80]
- 坂戸市立泉中学校（2011年北坂戸中と統合し桜中へ）[80]

## 幸手市
- 幸手市立栄中学校（2009年幸手市立幸手中学校へ統合）[81]
- 幸手町立行幸中学校（1958年幸手中へ統合）[81]
- 幸手町立上高野中学校（1960年幸手中へ統合され上高野分教場となり、1961年9月30日廃止）[81]
- 幸手町立権現堂川中学校（1960年幸手中へ統合され権現堂川分教場となり、1961年9月30日廃止）[81]
- 幸手町立吉田中学校（1978年八代中と統合し幸手市立東中学校〈当時：幸手町立〉へ）[82]
- 幸手町立八代中学校（1978年吉田中と統合し東中へ）[82]

## 日高市
- 日高市立武蔵台中学校（2023年日高市立武蔵台小学校と統合し日高市立武蔵台小中学校へ）[83]
- 日高市立高根中学校（2024年日高市立高根小学校と統合し日高市立高根小中学校へ）[84]
- 日高市立高麗中学校（2025年日高市立高麗小学校と統合し日高市立高麗小中学校へ）[85]

## 吉川市
- 吉川町立吉川中学校（1959年三輪野江中と統合し吉川市立南中学校〈当時：吉川町立〉へ）[86]
- 吉川町立三輪野江中学校（1959年吉川中と統合し南中へ）[86]
- 吉川町立東中学校〈旧〉（1961年北中と統合し吉川市立東中学校〈当時：吉川町立〉へ）[87]
- 吉川町立北中学校（1961年東中〈旧〉と統合し東中〈新〉へ）[87]

## 入間郡
- 越生町立越生中学校〈旧〉（1969年梅園中と統合し越生町立越生中学校〈新〉へ）[88]
- 越生町立梅園中学校（1969年越生中〈旧〉と統合し越生中〈新〉へ）[88]

## 比企郡
- 滑川村立宮前中学校（1962年福田中と統合し滑川町立滑川中学校へ）[89]
- 滑川村立福田中学校（1962年宮前中と統合し滑川中へ）[89]
- 嵐山町立七郷中学校（1984年嵐山町立菅谷中学校の一部と統合し[90]嵐山町立玉ノ岡中学校[91]へ）
- 小川町立大河中学校（1961年竹沢中と統合し小川町立西中学校へ）[92]
- 小川町立竹沢中学校（1961年大河中と統合し西中へ）[92]
- 小川町立小川中学校（1968年八和田中と統合し小川町立東中学校へ）[93]
- 小川町立八和田中学校（1968年小川中と統合し東中へ）[93]
- 小川町立上野台中学校（2011年東中へ統合）[93]
- 川島村立三保谷中学校（1958年9月八ッ保中と統合し川島町立川島中学校〈当時：川島村立〉へ）[94]
- 川島村立八ッ保中学校（1958年9月川島中八ッ保分教場となり、1961年4月廃止）[94]
- 川島村立伊草中学校（1959年川島中伊草分教場となり、1961年廃止）[94]
- 川島村立小見野中学校（1959年川島中小見野分教場となり、1961年廃止）[94]
- 川島村立中山中学校（1960年川島中へ統合）[94]
- 川島村立出丸中学校（同上）[94]
- 川島村立川島中学校三保谷分教場（1961年4月）[94]
- 都幾川村立大椚中学校（1970年統合によりときがわ町立都幾川中学校〈当時：都幾川村立〉へ）[95]
- 都幾川村立平中学校（同上）[95]
- 都幾川村立明覚中学校（同上）[95]

## 秩父郡
- 小鹿野町立三田川中学校〈初代〉（1975年間明平中と統合し三田川中〈2代目〉へ）[96]
- 小鹿野町立間明平中学校（1955年三田川中納宮分校、1956年間明平分校から改称、1975年三田川中〈初代〉と統合し三田川中〈2代目〉へ）[96]
- 小鹿野町立倉尾中学校（2001年小鹿野中〈初代〉へ統合）[97]
- 小鹿野町立小鹿野中学校〈初代〉（2016年統合により小鹿野町立小鹿野中学校〈2代目〉へ）[97]
- 小鹿野町立三田川中学校〈2代目〉（同上）[97]
- 小鹿野町立長若中学校（同上）[97]
- 小鹿野町立両神中学校（同上）[97]
- 三田川村立三田川中学校三山分校（1948年4月8日）[96]
- 三田川村立三田川中学校河原沢分校（1948年4月8日）[96]
- 東秩父村立西中学校（1967年槻川中から改称、1975年東中と統合し東秩父村立東秩父中学校へ）[98]
- 東秩父村立東中学校（1967年大河原中から改称、1975年西中と統合し東秩父中へ）[98]

## 児玉郡
- 美里村立松久中学校（1966年大沢中と統合し美里町立美里中学校〈当時：美里村立〉本校となり、1969年完全統合）[99]
- 美里村立大沢中学校（1966年松久中と統合し美里中大沢分教場となり、1969年完全統合）[99]
- 美里村立東児玉中学校（1967年美里中東児玉分教場となり、1969年完全統合）[99]
- 神川村立丹荘中学校（1963年青柳中と統合し神川町立神川中学校〈当時：神川村立〉となり、1965年9月1日完全統合）[100]
- 神川村立青柳中学校（1963年丹荘中と統合し神川中青柳分教場となり、1965年9月1日完全統合）[100]
- 神川村立渡瀬中学校（1964年神川中渡瀬分教場となり、1965年9月1日完全統合）[100]
- 神泉村立矢納中学校（1964年阿久原中と統合し神泉中へ）[101]
- 神泉村立阿久原中学校（1964年矢納中と統合し神泉中へ）[101]
- 神川町立神泉中学校（2014年神川中へ統合）[102]
- 上里村立神保原中学校（1963年七本木中と統合し上里町立上里中学校〈当時：上里村立〉へ）[103]
- 上里村立七本木中学校（1963年神保原中と統合し上里中へ）[103]
- 上里村立賀美中学校（1965年4月1日上里中賀美分教場となり、同年7月1日廃止）[103]
- 上里村立長幡中学校（1965年4月1日上里中長幡分教場となり、同年7月1日廃止）[103]

## 大里郡
- 寄居町立折原中学校（1959年鉢形中と統合し寄居町立城南中学校本校となり、1961年完全統合）[104]
- 寄居町立鉢形中学校（1959年折原中と統合し城南中分教場となり、1961年完全統合）[104]
- 寄居町立寄居中学校〈旧〉（1989年用土中と統合し寄居町立寄居中学校〈新〉へ）[105][注釈 11]
- 寄居町立用土中学校（1989年寄居中〈旧〉と統合し寄居中〈新〉へ）[105]

## 北葛飾郡
- 杉戸町立堤郷中学校（1956年杉戸町立杉戸中学校へ統合）[106]
- 杉戸町立西中学校（1957年杉戸中へ統合）[106]
- 杉戸町立東中学校〈旧〉（1958年杉戸中分教場となり、1960年桜岡中と統合し杉戸町立東中学校〈新〉へ）[106]
- 杉戸町立桜岡中学校（1958年杉戸中分教場と統合し東中〈新〉へ）[106]